# Bourgogne (AOC)
Pour les articles homonymes, voir Bourgogne.
Le bourgogne est un vin d'appellation d'origine contrôlée produit dans les départements de l'Yonne, de la Côte-d'Or, de Saône-et-Loire et du Rhône.
Il s'agit d'une AOC régionale, elle est donc commune à tout le vignoble de Bourgogne et du Beaujolais ; elle comprend quatorze dénominations (bourgogne montrecul, bourgogne hautes-côtes-de-beaune, etc.) et quatre produits (rouge, blanc, rosé ou clairet, nouveau ou primeur).

## Histoire

### Création de l'appellation

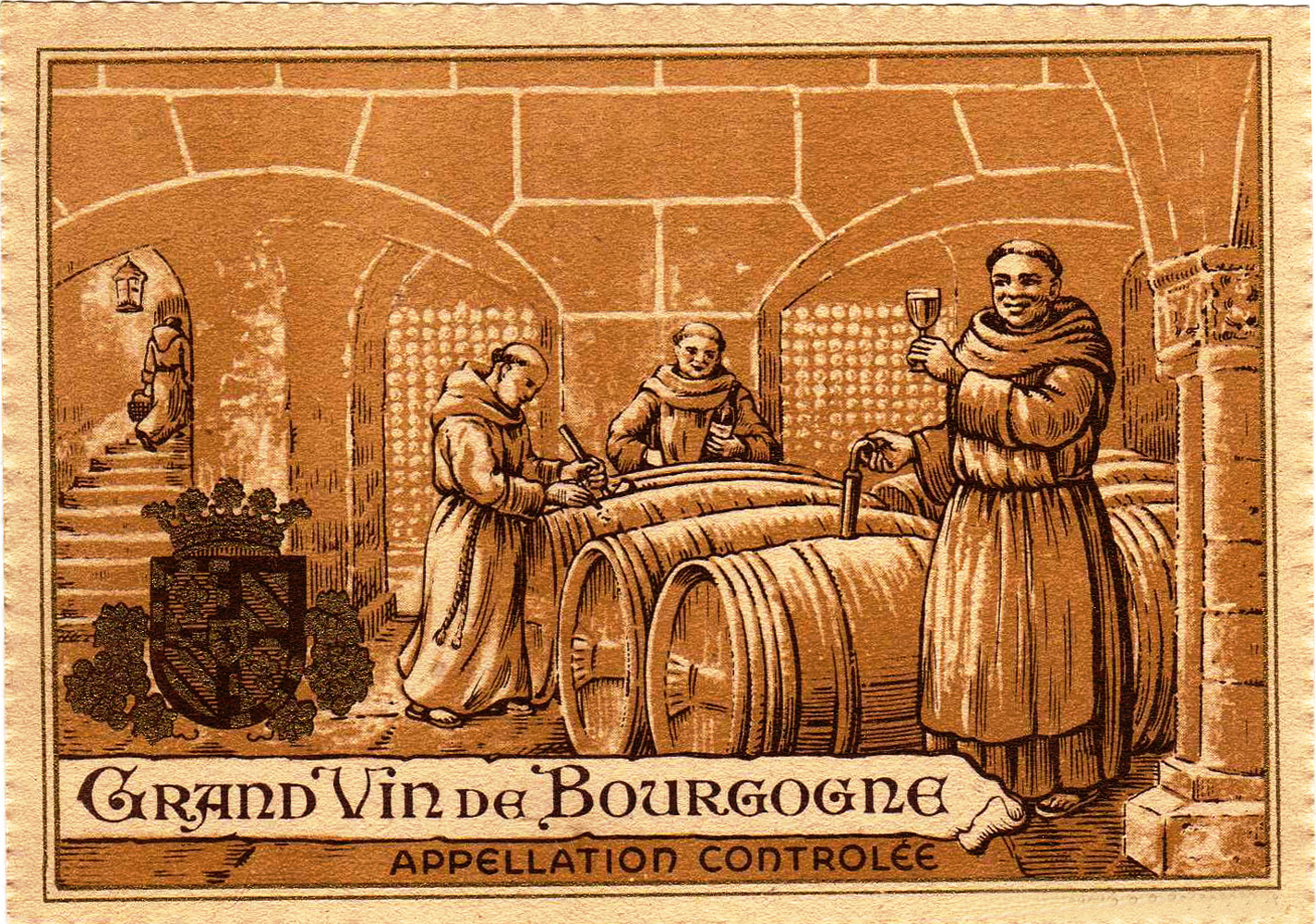
Étiquette d'un bourgogne des années 1930.

La création des appellations d'origine par la loi du 6 mai 1919 oblige les producteurs et le commerce à donner aux vins des noms conformes à leur origine, ce qui entraine la limitation par décision de justice du 29 avril 1930 de l'appellation bourgogne (qu'on pouvait compléter d'un nom de commune) aux seuls vins réalisés avec du pinot noir ou du chardonnay, le gamay étant seulement utilisé pour la fabrication du passe-tout-grains et du grand ordinaire (ce dernier renommé ensuite coteaux-bourguignons).
Quinze premières appellations communales bourguignonnes sont créées en 1936-1938, pour protéger un nom de produit et le réserver à la production d'un territoire délimité, dans le souci de lutter contre les fraudes. C'est le décret du 31 juillet 1937 qui établit le premier cahier des charges de l'appellation bourgogne : ce vin peut être produit sur l'ensemble de la Bourgogne viticole, définie comme « exclusivement constituée par les départements de la Côte-d'Or, de l'Yonne, de Saône-et-Loire et par l'arrondissement de Villefranche-sur-Saône dans le département du Rhône » (c'est-à-dire le vignoble du Beaujolais), y compris toutes les parcelles classées en appellations communales ; il s'agit alors soit d'un vin rouge, produit à partir de pinot noir, pinot lièbault, pinot beurot, césar, tressot (ces deux uniquement dans l'Yonne), pinot Renevey (toléré pour encore 15 ans), pinot blanc, chardonnay (ces deux limités à 15 % de l'assemblage), ou gamay noir à jus blanc (ce dernier uniquement en Saône-et-Loire et dans le Rhône), soit d'un vin blanc, à partir de pinot blanc et chardonnay (dit beaunois ou auboine) ; le rendement est limité à 45 hectolitres par hectare (en moyenne sur cinq ans).

### Modifications majeures
En 1943, le régime de Vichy réduit les rendements maximum à 40 hl/ha pour le bourgogne, puis créé une appellation spécifique pour les effervescents, appelé le bourgogne mousseux (alors en blanc, rouge ou rosé, avec comme cépages ceux du bourgogne ordinaire).
En 1961, l'appellation peut désormais être complétée sur les étiquettes par deux mentions, « Hautes-Côtes-de-Beaune » (bourgogne hautes-côtes-de-beaune) et « Vin fin des Hautes-Côtes-de-Nuits » (bourgogne hautes-côtes-de-nuits), pour les vins produits sur treize communes dans le premier cas et quinze dans le second. En 1977, le nom « Irancy » est de même autorisé sur les étiquettes (bourgogne-irancy) pour les vins rouge et rosé produit à Irancy.
En 1990, c'est au tour du bourgogne côte-chalonnaise sur une partie de la Saône-et-Loire ; puis en 1993 des « sous-régions » (on utilise ensuite le terme de « dénominations géographiques ») bourgogne-côtes-d'auxerre, bourgogne chitry, bourgogne coulanges-la-vineuse, bourgogne épineuil, bourgogne-la-chapelle-notre-dame (à Ladoix-Serrigny), bourgogne montrecul (à Dijon), bourgogne le chapitre (à Chenôve) et bourgogne rosé ou clairet. En 1996, se rajoute le bourgogne côte saint-jacques (ne concernant qu'un coteau à Joigny) ; puis en 1998, le bourgogne-vézelay. En 1999, l'irancy devient une appellation à part entière.
En 2001, une nouvelle dénomination se rajoute, le bourgogne-côtes-du-couchois (limité à six communes du Couchois, en Saône-et-Loire) ; en 2006, le bourgogne tonnerre ; enfin en 2017, dernières en date, la dénomination bourgogne côte-d'or (limité au vignoble de la Côte-d'Or) et l'appellation vézelay sont créées. Le cahier des charges de l'appellation est modifié dernièrement en octobre 2009, puis en novembre 2011, en janvier 2013 et en décembre 2023.

## Vignoble

### Aire d'appellation
L'appellation bourgogne est une appellation régionale, soit une appellation d'origine contrôlée (AOC) produite dans l'ensemble du vignoble de Bourgogne. Son aire de production couvre 55 communes de l'Yonne, 91 de la Côte-d'Or, 166 de Saône-et-Loire et 85 du Rhône. Son aire d'appellation est la même que les autres appellations régionales que sont le coteaux-bourguignons, le bourgogne-passe-tout-grains, le bourgogne-mousseux et le crémant de Bourgogne (le bourgogne aligoté ne peut pas être produit sur les communes du Rhône, c'est-à-dire le vignoble du Beaujolais).
En 2023, les surfaces déclarées produisant l'appellation sont (en y comptant les différentes dénominations géographiques) d'un total de 6 649 hectares, dont 4 214 ha pour du rouge, 2 389 ha pour du blanc et 45 ha pour du rosé ou clairet. En 2008, le total (sans compter les dénominations) était de 2 657,91 hectares, dont 1 811 ha en rouge (planté principalement en pinot noir) et de 846 ha en blanc (planté principalement en chardonnay).

### Encépagement
Pour produire du bourgogne rouge, l'appellation n'autorise que le pinot noir comme cépage principal, mais le cahier des charges autorise en cépages accessoires (limités à 15 % dans l'encépagement) les chardonnay, pinot blanc, pinot gris, césar (limité à 10 %, uniquement dans l'Yonne) et gamay (limité à 30 %, uniquement dans les crus du Beaujolais). Pour ce dernier cépage, « le nom de l'appellation d'origine contrôlée est obligatoirement suivi de l'indication « gamay » ».
Pour produire du bourgogne blanc, les cépages principaux autorisés sont le chardonnay et le pinot blanc, avec en cépage accessoire le pinot gris (limité à 30 %).
Pour produire du bourgogne clairet (rosé), les cépages principaux sont le pinot noir et le pinot gris, avec en cépages accessoires les pinot blanc, chardonnay (ces deux limités à 15 %) et césar (ce dernier uniquement dans l'Yonne et limité à 10 %).

### Dénominations géographiques
Au sein de l'appellation bourgogne, quatorze vignobles ont droit à une dénomination géographique se rajoutant sur les étiquettes à la suite du nom de l'appellation :
- bourgogne chitry (91 hectares déclarés en 2024)[1] ;
- bourgogne côte-chalonnaise (534 ha en 2024) ;
- bourgogne-côtes-d'auxerre (258 ha en 2024) ;
- bourgogne côte-d'or (556 ha en 2024) ;
- bourgogne côte saint-jacques (6,5 ha en 2024) ;
- bourgogne-côtes-du-couchois (40 ha en 2024) ;
- bourgogne coulanges-la-vineuse (131 ha en 2024) ;
- bourgogne épineuil (85 ha en 2024) ;
- bourgogne hautes-côtes-de-beaune (977 ha en 2024) ;
- bourgogne hautes-côtes-de-nuits (783 ha en 2024) ;
- bourgogne-la-chapelle-notre-dame (1,2 ha en 2022) ;
- bourgogne le chapitre (5,34 ha en 2018, mais n'est plus revendiquée depuis) ;
- bourgogne montrecul (6,1 en 2022) ;
- bourgogne tonnerre (78 ha en 2024).

### Production et rendements
En 2023, la production (en comptabilisant les différentes dénominations géographiques) a été d'un total de 390 934 hectolitres de bourgogne, dont 237 736 hl de rouge (61 %), de 150 602 hl de blanc (38 %) et 2 595 hl de rosé ou clairet (0,7 %). La production totale (sans compter les dénominations) est en moyenne sur 2004-2008 de 149 585 hectolitres (ce qui correspond à vingt millions de bouteilles), soit 53 858 hl en blanc (sept millions de bouteilles) et 95 727 hl en rouge (treize millions de bouteilles).
Les rendements autorisés sont parmi les plus élevés de toutes les appellations du vignoble de Bourgogne : 60 hl/ha pour les rouges et rosés, ainsi que 68 hl/ha pour les blancs, avec comme rendements butoirs 69 en rouges/rosés et 77 en blanc. Les rendements réels déclarés ces dernières années ont été :
- pour le bourgogne rouge (sans compter les dénominations géographiques) :

| Année | Superfice (ha) | Production (hl) | Rendement (hl/ha) |
| ----- | -------------- | --------------- | ----------------- |
| 2020  | 1 564          | 67 260          | 43                |
| 2021  | 1 648          | 51 714          | 31                |
| 2022  | 1 675          | 89 329          | 53                |
| 2023  | 1 748          | 102 577         | 59                |
| 2024  | 1 740          | 53 736          | 31                |

- pour le bourgogne blanc (sans compter les dénominations géographiques) :

| Année | Superfice (ha) | Production (hl) | Rendement (hl/ha) |
| ----- | -------------- | --------------- | ----------------- |
| 2020  | 1 038          | 57 171          | 55                |
| 2021  | 1 115          | 37 741          | 34                |
| 2022  | 1 197          | 69 232          | 58                |
| 2023  | 1 326          | 83 231          | 63                |
| 2024  | 1 220          | 48 032          | 39                |

pour le bourgogne clairet ou rosé :
| Année | Superfice (ha) | Production (hl) | Rendement (hl/ha) |
| ----- | -------------- | --------------- | ----------------- |
| 2020  | 27,6           | 1 148           | 41                |
| 2021  | 17,3           | 524             | 30                |
| 2022  | 35,9           | 1 740           | 48                |
| 2023  | 26,5           | 1 570           | 59                |
| 2024  | 12,8           | 231             | 18                |

## Gastronomie

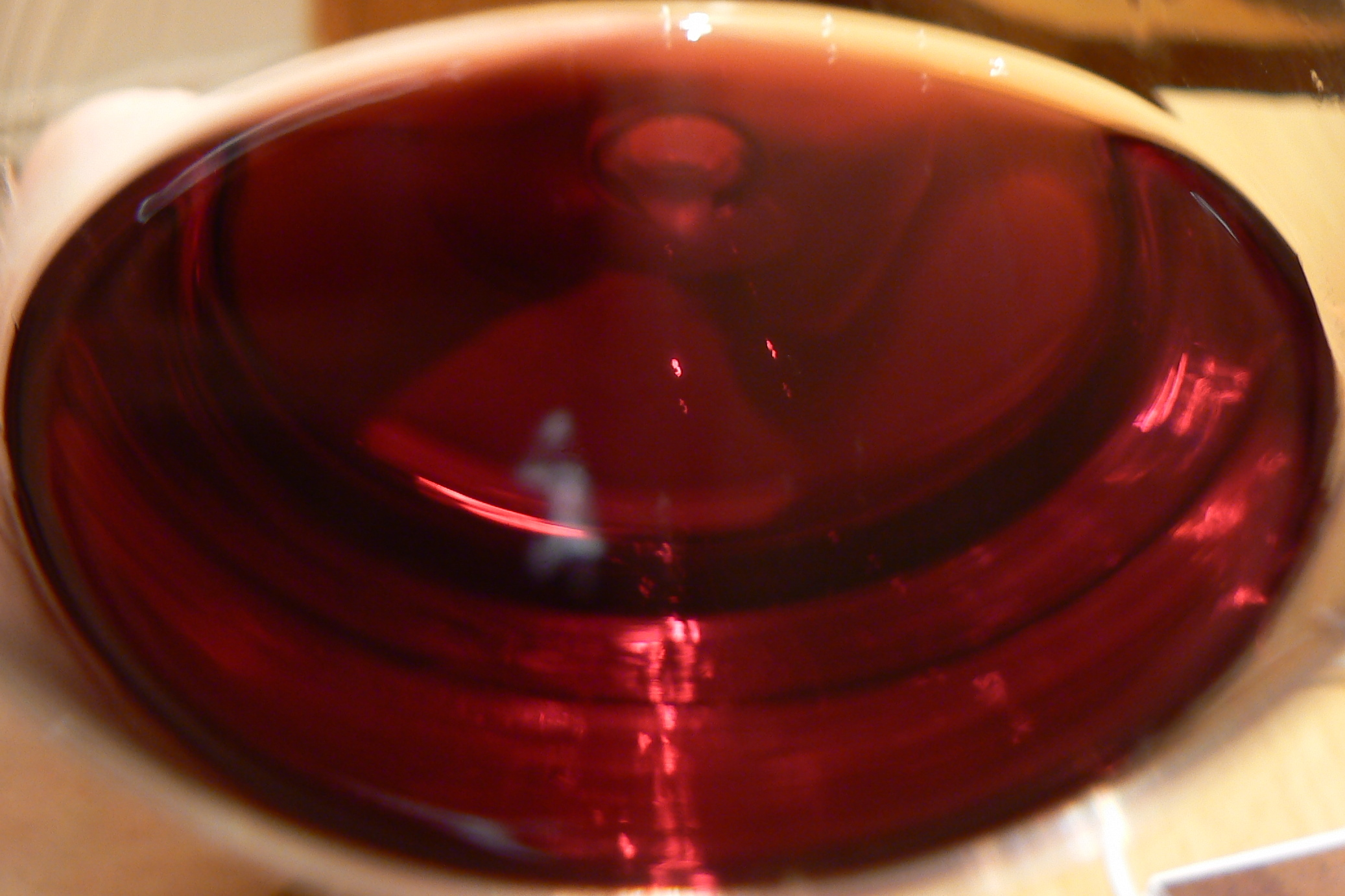
Couleur rubis d'un bourgogne rouge.

Les bourgognes rouges sont plutôt légers et fruités, mais typés selon les terroirs où ils sont produits. Ils devraient bien s'accorder par exemple avec du jambon persillé, de la charcuterie… Se servent entre 14 et 16 °C et se se gardent en général entre deux et six ans.
Les bourgognes blancs sont souples et aromatiques. Ils s'accordent bien par exemple avec une cassolette d'escargots. Ils se servent entre 10 et 12 °C et se gardent entre deux et cinq ans.